# Bocce ai XV Giochi del Mediterraneo

## Bocce Classiche

### Maschile
| Posizione | Paese      | Atleta                                        |
| --------- | ---------- | --------------------------------------------- |
|           | Francia    | Henri Lacroix Damien Hureau                   |
|           | Italia     | Gianni Laigueglia Stefano Bruno               |
|           | Spagna     | LOPEZ FERRER Roberto MARTINEZ LLORENTE Ismael |
| 4         | Marocco    | DOUDI Salah SAISSI Abou Youssef Said          |
| 5         | Tunisia    | LAKHAL Khaled ATTALLAH Sami                   |
| 6         | Algeria    | OUGHALISSI Mahamed Fayçal GHERSI Ramdane      |
| 7         | Monaco     | CAMPILLO Claude PAGANELLI Antoine             |
| 8         | San Marino | CHIARUZZI Fernando MAZZA Alfredo              |

| Posizione | Paese      | Atleta |
| --------- | ---------- | ------ |
|           | Tunisia    |        |
|           | Spagna     |        |
|           | Francia    |        |
| 4         | Italia     |        |
| 5         | Algeria    |        |
| 6         | San Marino |        |
| 7         | Monaco     |        |
| 7         | Marocco    |        |

### Femminile
| Posizione | Paese   | Atleta                                           |
| --------- | ------- | ------------------------------------------------ |
|           | Francia | Angelique Papon Marie Christine Virebayre        |
|           | Spagna  | MARTINEZ RIVAS Veronica PEREZ ADELINO Maria José |
|           | Tunisia | BEN ABDESSALEM Nadia BEJI Mouna                  |
| 4         | Italia  | CLAVARINO Roberta BAGALÀ Simona                  |
| 5         | Marocco | OUBBABA Latifa BERNOUSSI Asma                    |
| 6         | Algeria | HADDIDI Ahlam CHERAYETTE Randa                   |

| Posizione | Paese   | Atleta |
| --------- | ------- | ------ |
|           | Francia |        |
|           | Tunisia |        |
|           | Italia  |        |
| 4         | Algeria |        |
| 5         | Spagna  |        |
| 6         | Marocco |        |

## Petanque
Le gare di pétanque si sono svolte solo in ambito maschile.
| Posizione | Paese                | Atleta                 |
| --------- | -------------------- | ---------------------- |
|           | Italia               | Marco Ziraldo          |
|           | Francia              | Sebastien Grail        |
|           | Slovenia             | Bojan Novak            |
| 4         | Croazia              | Ante Papak             |
| 5         | Tunisia              | Walid Klai             |
| 6         | Marocco              | Mohamed Hassissi       |
| 7         | Serbia e Montenegro  | Miroslav Petkovic      |
| 8         | Bosnia ed Erzegovina | Stojan Zelic           |
| 9         | Algeria              | Abd El Kerim Makhloufi |

| Posizione | Paese                | Atleta              |
| --------- | -------------------- | ------------------- |
|           | Francia              | Bruno Perras        |
|           | Bosnia ed Erzegovina | Markica Dodig       |
|           | Tunisia              | Mahamed Sadok Zadi  |
| 4         | Marocco              | Rachid Jahroud      |
| 5         | Slovenia             | Damjan Sofronievski |
| 6         | Spagna               | José Soler Flores   |
| 7         | Serbia e Montenegro  | MILANOVIC Djuro     |
| 8         | Italia               | DEREGIBUS Fabrizio  |
| 9         | Croazia              | GULJA Sandro        |
| 10        | Algeria              | ZOBEIDI Khaled      |